# Такс Про Классик
Такс Про Классик (нидерл. Tacx Pro Classic), также Тур Зеландии (Ronde van Zeeland), — шоссейная однодневная велогонка по дорогам нидерландской провинции Зеландия. Входит в календарь Европейского тура UCI под категорией 1.1.

## История
Гонка была создана в 2008 году как трёхдневная многодневка в результате слияния гонок «Велонеделя Зеландской Фландрии» и «Дельта Профронде», и до 2017 года была известна как Тур Зеландии (со спонсорскими приставками). 
С 2012 года проводится как однодневная гонка.
В 2016 году гонка не проводилась из-за отсутствия спонсоров. В 2017 году организаторы возобновили однодневку при поддержке компании Tacx. Официальное название гонки было изменено на нынешнее.
Организаторы соревнования ставят перед собой цель сделать гонку вторым по значимости велоспортивным событием в Нидерландах после Амстел Голд Рейс.

## Призёры
| Год                                 | Победитель                 | Второй             | Третий             |          |
| ----------------------------------- | -------------------------- | ------------------ | ------------------ | -------- |
| Delta Tour Zeeland                  |                            |                    |                    |          |
| 2008                                | Кристофер Саттон           | Роберт Вагнер      | Джереми Хант       |          |
| 2009                                | Тайлер Фаррар              | Алессандро Петакки | Роберт Вагнер      |          |
| 2010                                | Тайлер Фаррар              | Йос Ван Эмден      | Грэм Браун         |          |
| 2011                                | Марсель Киттель            | Тео Бос            | Йос Ван Эмден      |          |
| Ronde van Zeeland Seaports          |                            |                    |                    |          |
| 2012                                | Рейнардт Янсе ван Ренсбург | Ларс Бом           | Гейс Ван Хукке     |          |
| 2013                                | Андре Грайпель             | Рамон Синкельдам   | Кенни Ван Хуммель  |          |
| 2014                                | Тео Бос                    | Рамон Синкельдам   | Микаэль Ван Стейен |          |
| 2015                                | Ильо Кейссе                | Ники Терпстра      | Лукаш Виснёвский   |          |
| 2016 не проводиласьTacx Pro Classic |                            |                    |                    |          |
| 2017                                | Тимо Розен                 | Тако Ван дер Хорн  | Дилан Груневеген   |          |
| 2018                                | Петер Шультинг             | Дрис Де Бондт      | Жером Бонье        |          |
| 2019                                | Дилан Груневеген           | Элиа Вивиани       | Арвид де Клейн     |          |
| 2020                                | отменено                   | отменено           | отменено           | отменено |
| 2021                                | отменено                   | отменено           | отменено           | отменено |